# Lamtoana flavoscuta
Lamtoana flavoscuta är en insektsart som först beskrevs av Naudé 1926.  Lamtoana flavoscuta ingår i släktet Lamtoana och familjen dvärgstritar. Inga underarter finns listade i Catalogue of Life.